# استفان یوناس (تنیس‌باز)
 استفان یوناس (انگلیسی: Stefan Eriksson؛ زاده ۱۷ اکتبر ۱۹۶۳) یک تنیس‌باز اهل سوئد است.